# Łękobudy
Łękobudy [wɛnkɔˈbudɨ] est un village polonais de la gmina de Jasionówka dans le powiat de Mońki et dans la voïvodie de Podlachie. Il se situe à environ 18 kilomètres à l'est de Mońki et à 28 kilomètres au nord de Bialystok.